# 소수성 (전한)
소수성(蕭壽成, ? ~ ?)은 전한 중기의 관료로, 개국공신 소하의 후손이다.

## 행적
원봉 4년(기원전 107년), 태상에 임명되었으나 제사에 쓸 희생물을 조령에 맞지 않게 하여 면직되고 작위를 빼앗겼다.

## 출전
- 사마천, 《사기》
  - 권18 고조공신후자연표
- 반고, 《한서》
  - 권16 고혜고후문공신표
  - 권19하 백관공경표 下
  - 권39 소하조참전

| 전임 두상부 | 전한의 태상 기원전 107년 | 후임 한연년 |

| 선대 아버지 찬공후 소경 | 전한의 찬후 기원전 117년 ~ 기원전 107년 | 후대 (41년 후) 찬안후 소건세 |